# سوار بن عبد الله بن سوار
أبو عبد الله سوّار بن عبد الله بن سوّار بن عبد الله بن قدامة بن عنزة بن نقب العنبري التميمي البصري (170 هـ - 245 هـ / 786م - 860م) إمام، وقاضي، وفقيه، ومحدث من أهل البصرة، وكان من بيت رئاسةٍ وعلمٍ وقضاءً وشرف فقد كان جده سوار بن عبد الله قاضي البصرة في زمن الخليفة أبي جعفر المنصور، وكان أبوه عبد الله بن سوار قاضي البصرة أيضاً في زمانه، وولي هو قضاء الرصافة في بغداد عاصمة الخلافة سنة 237 هـ قال وكيع القاضي: «وفي سنة سبع وثلاثين ومائتين عزل المتوكل على الله عبد السلام بن عبد الرحمن واستقضى مكانه سوار بن عبد الله ويُكَنى بأبي عبد الله وهو من أهل الأدب والفصاحة والمروة وكان شاعراً». وكان لجده عنزة بن نقب العنبري صُحَبة مع النبي محمد ﷺ. وقال أبو سعد السمعاني: «سوار بن عبد الله بن سوار العنبري من أهل البصرة نزل في بغداد وولي قضاء الرصافة وكان فصيحاً فقيهاً أديباً شاعراً عظيم اللحية، وتوفي في شوال سنة خمس وأربعين ومائتين».

## اسمه ونسبه
هو: سوار بن عبد الله بن سوار بن عبد الله بن قدامة بن عنزة بن نقب بن عمرو بن الحارث بن خلف بن الحارث بن مُجَفر بن كعب بن العنبر بن عمرو بن تميم بن مر بن أد بن عمرو بن إلياس بن مُضَر بن نزار بن معد بن عدنان العنبري العمروي التميمي ويُكَنى بأبي عبد الله.

## روايته للحديث
حدث عن : أبيه عبد الله بن سوار وعن عبد الوارث بن سعيد ومعتمر بن سليمان وعبد الرحمن بن مهدى ويحيى بن سعيد القطان ويزيد بن زريع وبشر بن المفضل ومعاذ بن معاذ وعبد الوهاب الثقفى.
روى عنه : علي بن سهل البزاز وعبد الله بن أحمد بن حنبل والعباس بن أحمد البرتي ويحيى بن محمد بن صاعد ومحمد بن عبد الله بن غيلان الخزاز وغيرهم.
وحدث عنه: أبو داود والترمذي والنسائي وعبد الله بن أحمد ويحيى بن صاعد وعلي بن عبد الحميد الغضائري وآخرون.
قال ابن حجر: وروى عن أبيه وعبد الوارث بن سعيد ويزيد بن زريع ومعتمر بن سليمان وخالد بن الحارث وعبد الأعلى بن عبد الأعلى ومرحوم بن عبد العزيز
العطار ومعاذ بن معاذ وعبيدالله بن معاذ العنبري وهو من أقرانه ويحيى القطان وأبي داود الطيالسي وخالد بن الحارث وعبد الوهاب الثقفي وصفوان بن عيسى وغيرهم،
وعنه : أبو داود الترمذي والنسائي وعبد الله بن أحمد بن حنبل وأبو زرعة الدمشقي وأبو بكر المروزي القاضي واسحاق بن إبراهيم المنجنيقي وأبو حبيب اليزني وعثمان الدارمي وأبو الأذان عمر بن إبراهيم الحافظ ومعاذ بن المثنى بن معاذ بن معاذ ومحمد بن إسحاق السراج وأحمد بن الحسين بن اسحاق الصوفي الصغير ويحيى بن محمد بن صاعد وجماعة.

## مكانته العلمية
سئل أحمد بن حنبل عن سوار فقال: ما بلغني عنه إلا خيرا. وروى البغدادي عن الخصيب بن عبد الله القاضي قال ناولني عبد الكريم وكتب لي بخطه قال سمعت أبي يقول سوار بن عبد الله بن سوار قاضي بغداد ثقة.

## في القضاء
ذكر الخطيب البغدادي بسنده وفيه: حدثنا سوار بن عبد الله بن سوار القاضي العنبري ببغداد سنة اثنتين وأربعين ومائتين أنبأنا إبراهيم بن مخلد أخبرنا إسماعيل بن على الخطبي قال ولي سوار بن عبد الله قضاء الجانب الشرقى من مدينة السلام في سنة سبع وثلاثين.
وذكر أيضا عن إسماعيل بن إسحاق القاضي قال: دخل سوار بن عبد الله القاضي على محمد بن عبد الله بن طاهر فقال أيها الأمير إنى جئتك في حاجة رفعتها إلى الله قبل رفعها إليك فان قضيتها حمدنا الله وشكرناك وإن لم تقضها حمدنا الله وعذرناك فقضى جميع حوائجه.

## شعره
كان من فحول الشعراء فصيحا مفوها، وكان وافر اللحية. قال أحمد بن المعذل الفقيه: كان سوار بن عبد الله قد خامر قلبه شيء من الوجد فقال:
ونقل البغدادي ما حدث به الجرمي قال دخلت حماما في درب الثلج فإذا فيه سوار بن عبد الله القاضي في البيت الداخل قد استلقى وعليه المئزر فجلست بقربه فساكتنى ساعة ثم قال قد احشمتنى يا رجل فاما أن تخرج أو اخرج فقلت جئت أسألك عن مسألة قال ليس هذا موضع المسائل فقلت إنها من مسائل الحمام فضحك وقال هاتها فقلت من الذي يقول:
فقال سوار أنا والله قلتها قلت فإنه يغنى بها ويجود فقال لو شهد عندي الذي يغنى بها لأجزت شهادته.
أخبرنا أبو محمد الحسن بن علي بن أحمد بن بشار السابورى بالبصرة حدثنا محمد بن عبد الله بن أبي زيد حدثنا مسبح بن حاتم قال سمعت سوار بن عبد الله القاضي يقول إن كان عنده قال نعم وإن لم يكن عنده قال يقضى الله ولا يقول لا ... ما قال لا قط إلا في تشهده ... لولا التشهد لم تسمع له لا لا ... وغيرهم.

## وفاته
نقل البغدادي: أن محمد بن الحسين القنبيطي قال: مات سوار بن عبد الله القاضي سنة خمس وأربعين ومائتين. قال: وقرأت على الحسن بن أبي بكر عن احمد بن كامل القاضي قال وتوفى سوار بن عبد الله بن سوار العنبري القاضي بالجانب الشرقى من ببغداد بعد أن كف في شوال سنة خمس وأربعين ومائتين وكان فقيها فصيحا أديبا شاعرا عظيم اللحية. وعن محمد بن إسحاق السراج قال ومات سوار بن عبد الله العنبري وكان قاضيا ببغداد يوم الأحد لسبع بقين من شوال سنة خمس وأربعين ومائتين. قال الذهبي: عمي سوار بأخرة، ومات في سنة خمس وأربعين ومائتين، في شوال.